# NGC 5515
NGC 5515 este o seyfert 1 galaxy⁠(d) situată în constelația Boarul. A fost descoperită în 16 mai 1787 de către William Herschel. Se află la o distanță de 114,1 megaparseci de Pământ.